# Wilhelm von Krauseneck
Johann Wilhelm von Krauseneck (né le 13 octobre 1774 à Bayreuth et mort le 2 novembre 1850 à Berlin) est un général d'infanterie et 1829/48 chef de l'état-major ainsi que cartographe militaire et géodésiste prussien.

## Biographie

### Origine
Il est le fils du procureur royal de la Cour prussienne à la chambre de guerre et de domaine (de), Johann Wolfgang Christian Krauseneck (1738–1799), respecté à Bayreuth, et de sa femme, Amalie Sophie Johanna, née Tungerau. Elle est la fille d'un archiviste. Son père est mort quand il a cinq ans. Johann Wilhelm et ses quatre frères et sœurs grandissent à moitié orphelins dans des circonstances économiquement difficiles.

### Éducation
Sa mère veut qu'il étudie, mais Johann Wilhelm montre un intérêt pour la profession militaire dès son plus jeune âge. Après avoir terminé ses études secondaires, Krauseneck entre en service à Ansbach au début de mars 1791 comme cadet dans l'artillerie. Il sert dans la forteresse de Plassenburg et est noté pour sa bonne connaissance des mathématiques et du dessin. Il est donc nommé par le commandant d'artillerie, le major Johann Friedrich Karl Hoffmann (mort le 10 octobre 1793) et le cartographe Johann Christoph Stierlein (de) (1759-1827) pour le premier travail topographique et peut apprendre très tôt les bases militaires pratiques du travail d'état-major. Avec le rattachement d'Ansbach-Bayreuth au royaume de Prusse sous le dernier margrave Charles-Alexandre, il peut acquérir de nouvelles connaissances cartographiques.

### Carrière militaire
En 1794, lors de la guerre de la première coalition, il accompagne les colonels von Grawert et von Massenbach sur des relevés de terrain pour le général Frédéric-Louis de Hohenlohe-Ingelfingen. Celui-ci le nomme premier lieutenant dans sa 2e brigade de fusiliers prussien-orientale. En 1803, il est promu capitaine d'état-major. Au cours de la guerre de la Quatrième Coalition, il participe à la bataille d'Eylau et aux escarmouches de Schippenbeil, Leineburg et Wackern (de). Pour ses réalisations dans la bataille d'Heilsberg, Krauseneck reçoit le 21 février 1807 l'Ordre Pour le Mérite.
En 1808, il devient major et est transféré au 3e régiment d'infanterie prussien-oriental. En 1809, il devient commandant du bataillon de fusiliers de Potsdam du régiment à pied de la Garde. En 1812, sur la recommandation du général Ludwig Yorck von Wartenburg, il succède à Wilhelm René de l'Homme de Courbière (de) comme commandant de la forteresse de Graudenz en Prusse-Occidentale. Dès juin 1813, il est muté à l'état-major du corps d'armée de Blücher. Krauseneck prend part à diverses batailles jusqu'en 1815. Lors de la bataille de Lützen, il est blessé et reçoit la croix de fer de 2e classe et l'ordre de Saint-Stanislas de 2e classe. Décoré de la croix de fer de 1re classe pour la bataille de la Fère-Champenoise, il devient commandant de la forteresse de Mayence en 1814 et quitte l'état-major à la fin de l'année. Le 11 avril 1815, il est promu général de division. Fin juin 1815, Krauseneck prend la tête des troupes pour l'enceinte des forteresses et reçoit le 2 octobre 1815 les feuilles de chêne pour Pour le Mérite.
Après avoir occupé des postes de commandement de troupes, il devient en 1829 chef du grand état-major général de l'armée prussienne. Il y encourage la recherche astronomique, la cartographie et le télégraphe. Avec le général von Lilienstern, il fait campagne pour la fondation de l'Institut lithographique de Berlin. De nombreuses cartes prussiennes y sont publiées par la suite. Il est également membre du Conseil d'État prussien. Le 18 janvier 1840, Krauseneck est anobli héréditairement par la remise de l'ordre de l'Aigle noir. Fin mars 1842, il reçoit les diamants de cette haute distinction et est en outre nommé chef du 4e régiment de grenadiers à Dantzig le 12 septembre. Le 1er mai 1848, il est remplacé par Karl von Reyher à la tête de l'état-major général prussien. Il est alors autorisé à prendre sa retraite le 9 mai 1848.
Après une retraite de deux ans, Krauseneck est décédé à Berlin et est enterré le 5 novembre 1850 dans l'ancien cimetière de garnison (la tombe n'existe plus). Sa femme et sa fille cadette y reposent également.

### Famille
Johann Wilhelm se marie le 23 mars 1808 au manoir de Nerfken avec Charlotte Karoline Jakobine von Heyden-Nerfken (de) (1792–1878). Les enfants suivants sont nés de ce mariage :
- Amalie Karoline Jakobine Luise (née en 1809) mariée en 1837 avec Ferdinand Theodor Eduard von Ritzenberg à Nischwitz
- Ida Albertine (née en 1811) mariée en 1832 avec Moritz Seebeck (de), conservateur de l'Université d'Iéna et éducateur du duc Georges II de Saxe-Meiningen-Hildburghausen
- Thekla Malvine (née en 1812) mariée en 1840 avec Friedrich Gustav Kießling, conseiller consistorial et scolaire ducal de Saxe-Meiningen
- Mathilde Wilhelmine (née en 1816) mariée en 1843 Karl Friedrich Wilhelm von Felgermann, éducateur de l'empereur Frédéric III.
- Adelheid Auguste (née en 1817) mariée en 1844 avec Philipp Carl von Canstein
- Luise Angelika Wilhelmine (née en 1819) mariée en 1849 Gustav Eugen Ludwig von Orlich, professeur à l'Université Frédéric-Guillaume de Berlin
- Emma (née en 1820 et morte en 1888 à Bad Flinsberg)

## Médailles et décorations
En plus des médailles et décorations déjà mentionnées, Krauseneck est titulaire des distinctions suivantes :
- Ordre impérial autrichien de Léopold le 16 juin 1815
- Grand-Croix de l'ordre du Lion d'or le 29 septembre 1816
- Décoration de service prussienne croix au 19 juillet 1825
- Ordre de l'Aigle rouge de 1re classe avec feuilles de chêne le 22 septembre 1827
- Ordre russe de Sainte-Anne de 1re classe avec couronne le 26 novembre 1834
- Ordre d'Alexandre-Nevski le 30 septembre 1835
- Commandeur de l'ordre de l'Épée le 3 juillet 1841
- Ordre de Saint-André le 26 septembre 1843